# Menzel Bourguiba
Koordinaten: 37° 9′ N, 9° 47′ O
Menzel Bourguiba (arabisch منزل بورقيبة, DMG Manzil Būruqaiba ‚Haus des Bourguiba‘; zur Zeit des französischen Protektorats Ferryville genannt) ist eine tunesische Stadt mit 47.742 Einwohnern (2004).

## Geographie
Menzel Bourguiba ist ein regionales Mittelzentrum in Nordtunesien und Sitz des Landrats (Délégué). Die Stadt liegt rund 80 Kilometer nordwestlich von Tunis am See von Bizerte, einer Salzwasser-Lagune.

## Geschichte
Die Stadt entstand 1897 unter französischer Kolonialherrschaft an einer strategisch wichtigen Stelle zwischen dem See von Bizerte und dem See von Ichkeul. Sie wurde nach dem französischen Ministerpräsidenten Jules Ferry Ferryville genannt. Mit der tunesischen Unabhängigkeit 1956 wurde die Stadt 1957 nach Habib Bourguiba, dem ersten Staatspräsidenten Tunesiens, benannt.

## Wirtschaft und Industrie
Die Stadt liegt in einer Freihandelszone und ist Mitglied des neun Städte umfassenden internationalen „Netzwerks der Mittelmeerstädte“.
Wichtige Wirtschaftszweige sind:
- Eisen- und Stahlindustrie

- Automobilzulieferer
- Schiffswerft
- Textilindustrie
- Tourismus (Nationalpark und Vogelschutzgebiet „Lac et Djebel Ichkeul“, Festival d’Été (Juli), Festival du Ramadan)

## Persönlichkeiten
- F. R. David (* 1947), französischer Pop-Sänger
- Faouzi Mansouri (1956–2022), algerischer Fußballspieler

## Städtepartnerschaften
- Stuttgart, Deutschland, seit 1971[3]